# Estação Bulhvar Rokossovskogo
Bulhvar Rokossovskogo (em russo:  Бульвар Рокоссовского) é uma estação terminal da linha Socolhnitcheskaia (Linha 1) do Metro de Moscovo, na Rússia. Estação «Ulitsa Podbelhskogo» está localizada após a estação «Tcherkisovskaia».